# Somalia francesa
La Somalilandia o Somalia francesa (en francés: Côte française des Somalis, en somalí: Xeebta Soomaaliyeed ee Faransiiska, Costa francesa de los somalíes) fue una colonia francesa en el Cuerno de África. Existió entre 1884 y 1967, momento en el que se convirtió en el territorio francés de los Afars y de los Issas. La República de Yibuti es su estado sucesor legal.

## Historia
La Somalia francesa se estableció formalmente en 1896 después de que los issa y los afar firmaran cada uno un tratado con los franceses, pero las iteraciones de lo que finalmente se convertirá en la Somalia francesa existieron durante algunas décadas antes de la formación oficial.
El 11 de marzo de 1862, un tratado firmado por el sultán afar Raieta Dini Ahmet en París cedió el territorio de Obock por 10 000 táleros, alrededor de 55 000 francos. Más tarde, ese tratado fue utilizado por el capitán Alphonse Fleuriot de Langle para colonizar el sur del golfo de Tadjoura. El 26 de marzo de 1885, los franceses firmaron otro tratado con los issa, convirtiendo a este último en un protectorado bajo los franceses. No se pagó ningún dinero y los somalíes no cedieron ninguno de sus derechos sobre el territorio; el acuerdo estaba destinado a proteger su tierra de los forasteros con la ayuda de los franceses. Sin embargo, después de que los marineros franceses del barco Le Pingouin fueran asesinados misteriosamente en Ambado en 1886, los franceses primero culparon a los británicos y luego a los somalíes, utilizando el incidente para reclamar todo el territorio del sur.

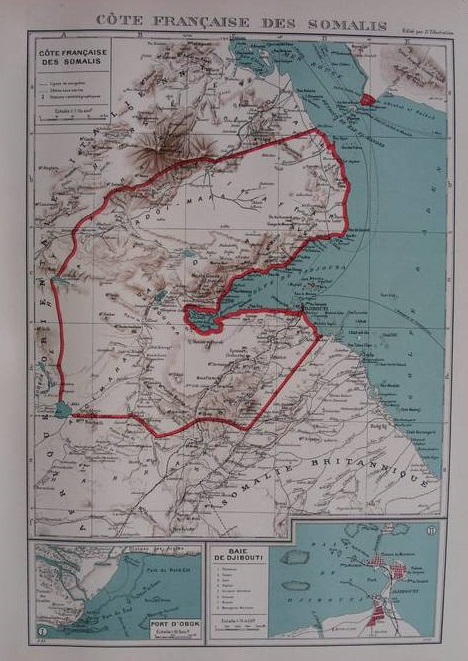
Mapa de la Somalia francesa y Cheikh Said que muestra las nuevas fronteras del territorio tras la cesión de territorio a la Eritrea italiana en 1935.

Un intento del aventurero ruso Nikolay Ivanovitch Achinov de establecer un asentamiento en Sagallo en 1889 fue rápidamente frustrado por las fuerzas francesas después de solo un mes.
La construcción del ferrocarril imperial etíope al oeste en Etiopía convirtió el puerto de Yibuti en una ciudad en auge de 15 000 habitantes en una época en que Harar era la única ciudad de Etiopía con mayor población. Aunque la población de la ciudad cayó después de la finalización de la línea a Dire Dawa y la quiebra (y el posterior rescate del gobierno) de la empresa original, el enlace ferroviario permitió a Yibuti superar rápidamente el comercio basado en caravanas desde Zeila (entonces en la Somalilandia británica) y convertirse en el principal puerto para el café y otras mercancías que salían del sur de Etiopía y Ogadén a través de Harar.
El ferrocarril continuó operando después de la conquista italiana de Etiopía pero después de la Segunda Guerra Mundial, el área se convirtió en territorio de ultramar en 1946. En 1967, la Somalia francesa pasó a llamarse Territorio francés de los Afars y de los Issas y, en 1977, se convirtió en el país independiente de Yibuti.